# 2025년 캄차카 지진
2025년 캄차카반도 지진은 2025년 7월 30일 11시 24분 50초(PETT 기준, 2025년 7월 29일 23:24:50 UTC)에 러시아 극동 캄차카반도 동쪽 해안에서 발생한 해구형 지진이다. 지진 규모는 M8.8이며 캄차카반도 해안 도시인 페트로파블롭스크캄차츠키에서 동남쪽으로 119 km 떨어진 해역에서 발생했다. 이번 지진은 2011년 도호쿠 지방 태평양 해역 지진 이후 기록된 가장 큰 규모의 지진이며, 1906년 에콰도르-콜롬비아 지진과 2010년 칠레 지진과 함께 20세기 이후 발생한 지진계로 기록된 역대 6번째로 큰 규모의 지진이다. 이 지진과 뒤이은 태평양 전역의 쓰나미는 캄차카 변경주와 사할린주에 중간 정도의 피해와 다수의 부상자를 일으켰다.

## 지질학적 환경
이 지진은 쿠릴-캄차카 해구 섭입대에서 발생했다. 쿠릴-캄차카 해구는 쿠릴 열도 동쪽 해안에서 캄차카반도까지 뻗어 있는 북아메리카판과 태평양판 사이의 거대한 충상 단층이자 수렴 경계이다. 백악기 이래로 태평양판이 북아메리카판 아래로 계속해서 섭입하고 있다. 두 판 사이의 수렴 속도는 연간 76~90 mm 사이로 추정된다.
섭입대에서는 이전에도 대규모 지진이 기록된 바 있다. 이전까지 발생했던 가장 큰 지진은 1952년 세베로쿠릴스크 지진으로, 규모 Mw8.8-9.0이었고 2025년 지진에서 동남쪽으로 45 km 떨어진 곳을 진앙으로 일어났다. 이 지진은 캄차카 해안을 따라 크고 파괴적인 쓰나미를 일으켰다. 이 지진은 북쪽의 시푸스키곶부터 남쪽의 오네코탄섬까지 섭입대의 700 km × 150~200 km 구간을 파열시킨 것으로 추정된다. 대부분의 큰 섭입대 지진과는 달리, 1952년 지진의 가장 큰 단층 운동은 해구에 더 가까운 곳이 아닌 더 깊은 깊이에서 발생했다. 단층 운동은 깊이가 40 km에 달했으며, 아마도 60~80 km 깊이까지 내려갔을 것으로 추정된다. 해구에서는 미끄러짐이 거의 발생하지 않아 잠겨 있었고 방출되지 않은 탄성 에너지가 축적되었다. 이보다 더 큰 지진은 1737년에 발생했으며, 규모는 M9.3으로 추정된다. 이 지진은 당시 탐험가의 기록과 쓰나미 퇴적물 관찰에 따르면 높이 63 m의 쓰나미를 일으켰다.

## 지진
미국 지질조사국(USGS)에 따르면 7월 29일 23:24:50 UTC에 모멘트 규모 Mww8.8의 대규모 해저 지진이 발생했다. 진앙은 캄차카반도 태평양 연안, 페트로파블롭스크캄차츠키에서 동남쪽으로 약 136 km 떨어진 해역이며, 진원 깊이는 20.7 km로 얕았다. 국립 지구물리화산학 연구소와 지오사이언스 오스트레일리아는 모두 규모를 Mw8.6으로 발표했다.
7월 20일에는 규모 Mww7.4의 전진이 7월 29일 본진에서 서남쪽으로 약 60 km 떨어진 곳에서 발생했다. 7월 30일 00:09 UTC에는 규모 Mww6.9의 지진을 포함하여 50회 이상의 여진이 이어졌다.
USGS는 이번 지진이 섭입대 경계면의 얕은 역단층 운동으로 발생했다고 밝혔다. 단층 경계면에서 움직임이 발생한 영역이 390 km × 140 km일 것으로 추정했다. 파열은 1923년 2월 캄차카 지진과 1952년 세베로쿠릴스크 지진의 파열 사이의 지진공백역에서 발생한 것으로 추정된다. USGS가 발표한 유한 단층 모델은 섭입대 약 600 km × 200 km 구간에서 미끄러짐이 발생했음을 보여주었다. 대부분의 파열은 진앙에서 쿠릴 열도까지 섭입대를 따라 서남쪽으로 500 km 길이로 뻗어 있다. 대부분의 미끄러짐은 해구 근처와 진앙 서남쪽의 타원형 지역에서 7~10 m의 미끄러짐이 발생했으며, 최대 10.533 m에 달했다. GEOSCOPE 천문대는 이번 지진이 180초 이상 섭입대를 파열시켰을 것으로 추정했다. USGS는 이번 지진의 지속 시간을 약 230초로 추정했다.
일본에서는 홋카이도에서 일본 기상청 진도 계급 기준 최대진도 2의 흔들림이 감지되었다.

## 지진해일

### 경보

#### 아시아
태평양 지진해일 경보 센터(PTWC)는 러시아와 일본 해안을 따라 "위험한 쓰나미"가 발생할 수 있다고 경고했다. 러시아 정부도 캄차카반도와 쿠릴 열도에 쓰나미 경보를 발령했으며, 이는 7월 30일 저녁에 최종적으로 해제되었다.

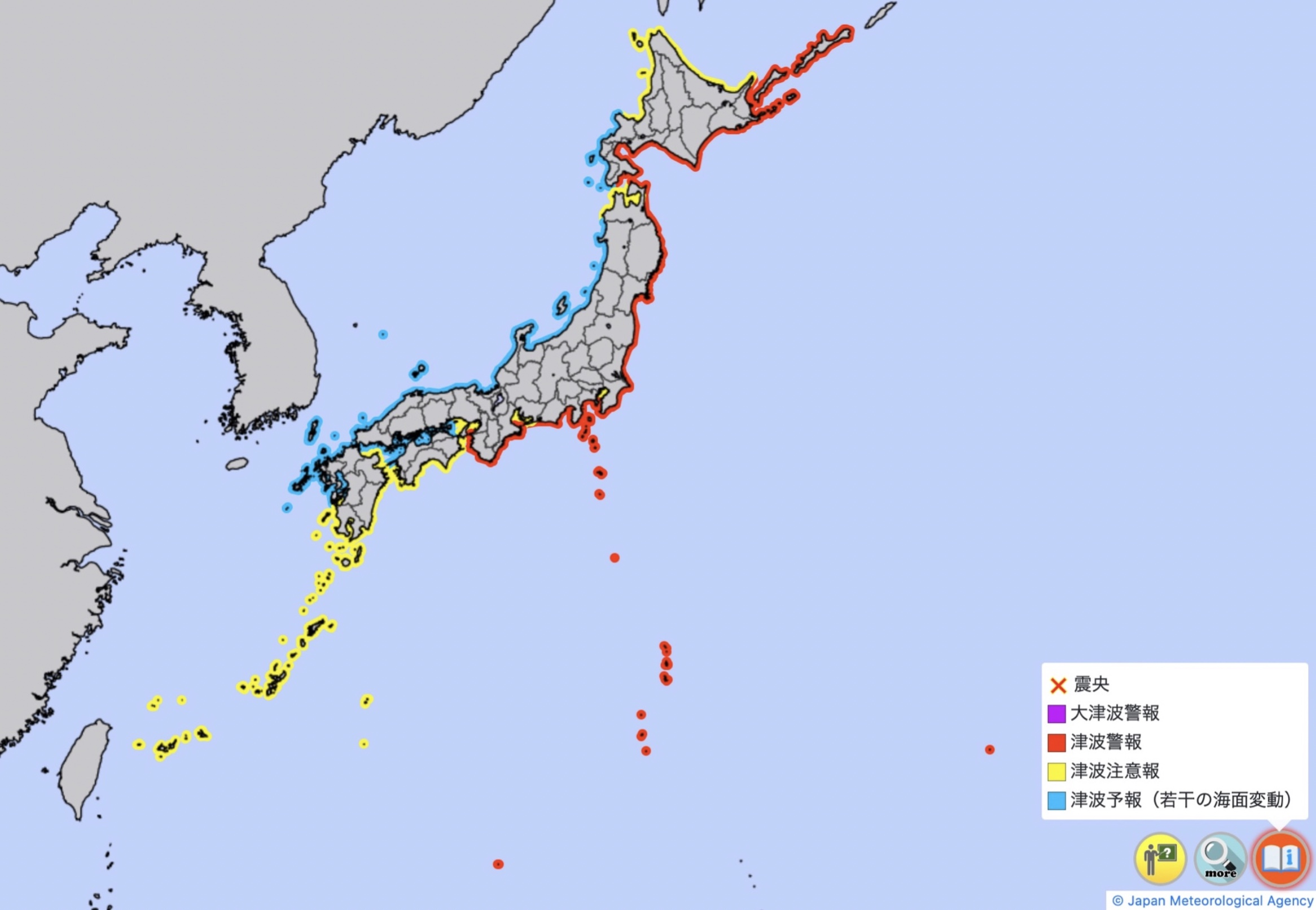
일본에서 쓰나미경보·주의보가 발표된 지역

2024년 화롄 지진 이후 일본에서 처음으로 쓰나미경보가 발표되었다. 일본 기상청은 혼슈의 홋카이도 연안부터 와카야마현까지 쓰나미경보를 발표했다. 한편 시코쿠부터 오키나와 제도까지 쓰나미주의보가 발표되었으며, 그 외 지역에서도 주의보가 발표되었다. 133개 지자체에서 90만 명이 대피 권고를 받았다. 일본 기상청은 최대 3 m의 파도가 해안에 도달할 것으로 예상하며, 영향을 받을 것으로 예상되는 지역의 대피를 촉구했다. 센다이 공항의 활주로가 폐쇄되었고 JR 히가시니혼, JR 도카이, JR 홋카이도는 철도 운행을 중단했다. 후쿠시마 제1 원자력 발전소의 작업자에게는 대피 명령이 내려졌고, 처리된 방사성 처리수를 태평양으로 방류할 예정이었던 작업은 중단되었다. 일본 방위성은 정보 수집을 위해 태평양 연안에 항공 자산을 배치했다. 일본 전역의 약 200만 명에게 대피 권고가 내려졌다. 일본 기상청은 7월 30일 밤에 경보를 주의보로 하향 조정했다.
인도네시아의 기상기후지구물리청은 파푸아주, 북말루쿠주, 북술라웨시주, 고론탈로주 일부 지역에 쓰나미 경보를 발령했다. 인도네시아 정부는 언급된 지역의 해안 지역에 높이 50 cm 미만의 작은 쓰나미가 예상된다며, 주민들에게 해변과 저지대 해안에서 멀리 떨어지라고 권고했다.
중국에서는 자연자원부가 타이완, 저장성 및 상하이시 지역에 4단계 쓰나미 경보 체계 중 두 번째로 낮은 황색 경보를 발령했다. 타이완의 중앙기상서는 "쓰나미경보"를 발표하며 높이 1 m의 파도가 타이완 동남쪽 및 서남쪽 해안에 도달할 수 있다고 밝혔다.
필리핀 화산지진학 연구소는 필리핀 태평양 연안에 최대 1 m의 파도가 예상되는 쓰나미 주의보를 발령했다. 이 주의보는 바타네스주부터 서다바오주까지 22개 주에 발령되었다. 이 주의보는 지진학 기관이 유의미한 해수면 교란이나 파괴적인 쓰나미 파도를 기록하지 않아 결국 해제되었다.
PTWC는 또한 대한민국에도 30 cm 미만의 파도가 도달할 수 있다고 경고했다. 대한민국 기상청은 "울릉도 인근에 5시간 이내로 수위가 올라갈 수는 있으나 한반도에 큰 영향은 없을 것으로 보고 있다"며 한반도에 영향은 없을 것이라 관측했다.

#### 아메리카 대륙

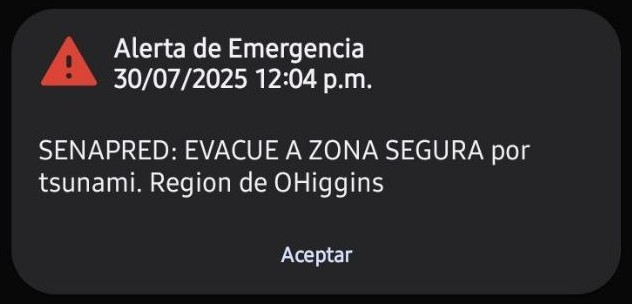
칠레 카르데날카로현에 쓰나미 경보가 발표된 긴급문자 모습

PTWC, Emergency Info BC 및 기타 쓰나미 유관기관은 캐나다 브리티시컬럼비아주와 태평양 연안에 대해 잠재적으로 강한 해류와 파고,30 cm 미만의 해일에 대한 주의보를 발령했다. 미국 알래스카와 하와이 일부 지역에 쓰나미 경보가 발령되었다.
미국 서해안(캘리포니아, 오리건, 워싱턴 주) 전체가 경보 상태에 놓였으며, 알래스카 알류샨 열도 일부도 경보가 발표되었고 하와이 전역의 해안 지역에 즉각적인 대피 명령이 내려졌다. 미국 해안경비대의 항만장은 섬 전역의 모든 선박에 항구를 떠나도록 명령했다. 첫 해일은 HST (UTC–10) 19시에 하와이에 도달할 것으로 예상되었다. 미국 해양대기청은 캘리포니아주 중부 해안과 샌프란시스코만 지역 해안에 주의보를 발령했다. 또한 캘리포니아 멘도시노곶부터 오리건주 경계까지 경보가 발령되었다.
멕시코 해군은 바하칼리포르니아주부터 치아파스주까지 태평양 연안 항구의 강한 해일에 대해 경고했다. 또한 정부는 주민에게 해변에서 멀리 떨어지라고 촉구했다.
칠레, 콜롬비아, 코스타리카, 페루, 에콰도르의 갈라파고스 제도에서도 경보가 발령되었다.

#### 오세아니아 및 태평양 섬 지역

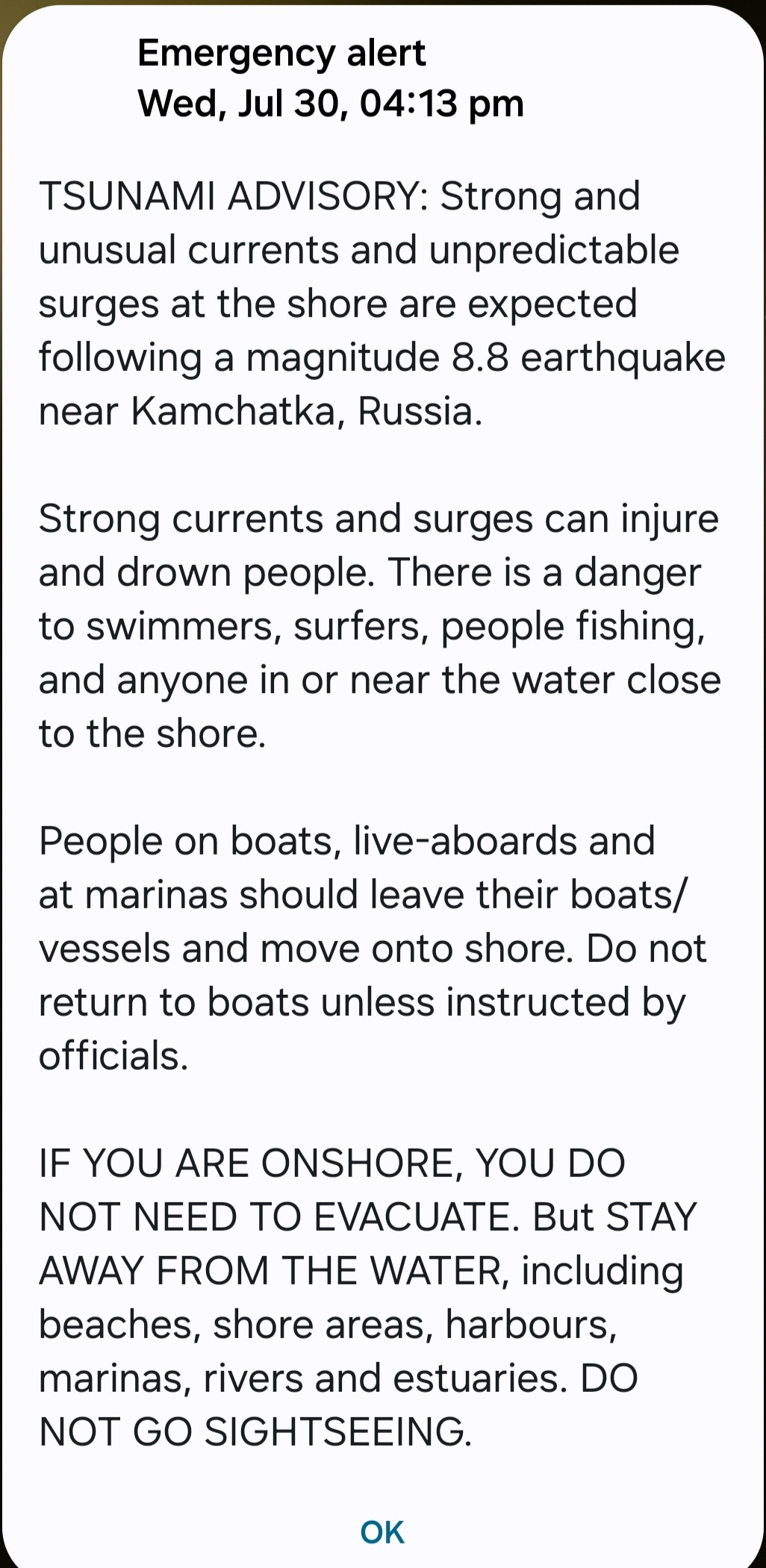
뉴질랜드에서 발령된 긴급 모바일 경보 문자 모습

PTWC는 하와이와 솔로몬 제도에서 높이 1~3 m의 쓰나미가 발생할 수 있다고 경고했다. 또한 PTWC는 아메리칸사모아, 추크, 키리바시, 나우루, 누벨칼레도니, 니우에, 파푸아뉴기니, 핏케언 제도, 토켈라우, 투발루, 바누아투, 왈리스 푸투나에는 30 cm 이하의 파도가 도달할 수 있다고 경고했다.
하와이 주지사 조시 그린은 미드웨이 환초에서 측정된 파도가 봉우리에서 골까지 1.8 m였으며, 이 크기의 파도는 나무를 쓰러뜨리고 자동차를 움직일 수 있다고 언급했다. 주에 도달할 파도의 크기는 여전히 불확실했다. 하와이는 이후 경보를 주의보로 하향 조정했다.
뉴질랜드 비상관리청은 뉴질랜드 전체 해안을 따라 "강한 해류와 예측할 수 없는 수위 급상승"에 대한 주의보를 발령했다. 괌과 호주도 주의보가 발령되었다.
통가 기상청은 쓰나미 위협 지역 주민에게 대피하라고 조언하며 경보를 발령했다. 피지의 광물 자원부는 저지대 해안 지역에 대해 유사하게 쓰나미 관측을 발표했다. 쿡 제도 기상청은 섬에 즉각적인 위협은 없지만 상황을 모니터링하고 있다고 발표하며 주의보를 발령했다. 사모아 기상청은 해안 지역 주민에게 주의를 당부하는 주의보를 발령했으며, PTWC는 아메리칸사모아에 대한 위협이 여전히 조사 중이라고 밝혔다.
프랑스령 폴리네시아에서는 정부가 우아후카, 누쿠히바, 히바오아 섬에 최대 2.2 m의 파도가 도달할 수 있다고 경고했다. 또한 마르키즈 제도에 1.1~2.2 m의 파도가 도달할 수 있다는 경고를 발령했다.
팔라우와 북마리아나 제도에서도 경보가 발령되었다.

### 영향
캄차카 및 인근 섬 일부 지역에서 높이 5~6 m의 쓰나미가 관측되었다. 캄차카 옐리조보군에서는 3~4 m 높이의 파도가 관측되었으며, 인근 쿠릴 열도의 세베로쿠릴스크에서는 5 m 파도가 덮쳤다. 시르쇼프 해양학 연구소는 캄차카반도 해안 일부 지역에 10~15 m의 파도가 닥쳤을 수 있다고 밝혔다. 러시아 니콜스코예에서는 파도 높이가 6.1 cm였다.
일본에서는 전국 47개 현 중 22개 현에서 쓰나미가 관측되었다. 이와테현 구지시에는 1.3 m의 파도가 덮쳤다. 홋카이도 네무로시와 하치조섬에서는 80 cm의 쓰나미가 보고되었으며, 미야기현 이시노마키시 항구에서는 50 cm의 파도가 관측되었다. 이바라키현 오아라이정에서는 최대 40 cm의 파도가 보고되었고, 요코하마항, 홋카이도 구시로시, 이와테현 오후나토시 및 가마이시시에서는 30 cm의 파도가 보고되었다. 홋카이도 하마나카정과 같은 지역에서는 파도 높이가 최대 60 cm에 달했다. 도쿄도 하미루에서는 20 cm 파도가 관측되었다.
프랑스령 폴리네시아의 외딴 마르키즈 제도에서는 파도 높이가 1.5 m로 보고되었고, 다른 지역에서는 30 cm 높이의 파도가 보고되었다.
미드웨이 환초에는 SST 17시에 1 m의 쓰나미가 덮쳤다. 하와이 카훌루이는 1.74 m의 파도를 맞았고, 힐로에서는 쓰나미 높이가 1.49 m였다. 하와이 할레이와는 HST 19:48에 1.21 m의 해일을 맞았다. 이 지역에서 쓰나미의 첫 충격 당시 해수면 대비 1.2 m의 진폭이 측정되었다. 알류샨 열도에서는 조수면 대비 0.43 m 높은 수위가 관측되었다. 캘리포니아주 여러 지역에서 60 cm 이상의 파도가 관측되었으며, 크레센트시티에서 최대 확인 높이는 1.1 m, 샌프란시스코에서는 0.6~1.5 m였다.

## 피해 및 사상자
캄차카에서 최소 4명이 부상을 입었지만, 심각한 부상은 없었다. 병원 환자 중 한 명이 창문에서 뛰어내리는 등 건물에서 빠져나오는 사람들 사이에서 부상자가 보고되었다. 페트로파블롭스크캄차츠키에서는 기반 시설 손상, 정전, 휴대폰 서비스 장애가 보고되었다. 유치원 건물의 외벽 일부가 붕괴되었고, 시내 여러 의료 및 인프라 건물 벽에 균열이 생겼다. 페트로파블롭스크캄차츠키 공항 터미널 지붕이 무너져 여성 한 명이 다쳤다. 사할린주에서는 일부 건물의 환풍기와 굴뚝이 부분적으로 파괴되었다. 크렘린궁 대변인 드미트리 페스코프는 이 지역에서 인명 피해나 주요 피해가 없었던 것은 견고한 건물 건축과 현지 주민의 대비 덕분이라고 밝혔다.
쿠릴 열도에 있는 세베로쿠릴스크 마을에서는 지진으로 굴뚝의 90% 이상이 무너졌다. 이 마을의 항구는 이후 쓰나미로 침수되었으며, 육지 쪽으로 200 m 안쪽까지 도달한 파도로 수산물 가공 공장을 포함한 건물들이 휩쓸려갔다. 러시아 정부는 쓰나미 피해를 입은 섬에 비상사태를 선포했다고 밝혔다. 이 마을 자체는 원래 항구 옆에 있었으나, 1952년 쓰나미로 인해 크게 파괴되어 정부가 더 높은 내륙 지역에 재건하여 항구만이 바다에 노출된 상태로 남았다. 쓰나미 피해 이후 세베로쿠릴스키군과 페트로파블롭스크캄차츠키에 비상사태가 선포되었다. 약 2,700명이 대피했다. 사할린섬의 전력망이 지진으로 손상되어 정전이 발생했다.
일본에서는 15명이 대피 중 부상을 입거나 온열질환을 입었으며, 홋카이도에서 14명, 미야자키현에서 1명의 부상자가 발생했다. 미에현 구마노시에서는 58세 여성이 쓰나미를 피해 대피하던 중 실수로 절벽 아래로 차가 떨어져 사망했다. 이 사망자는 쓰나미 관련 연관사(간접사망자)로 기록되었다.

## 여파
캄차카반도에 있는 클류쳅스카야산 화산이 지진 직후인 7월 30일 분출하기 시작했다.

## 같이 보기
- 2025년 지진
- 러시아의 지진 목록
- 1841년 캄차카 지진
- 1959년 캄차카 지진
- 캄차카 지진
- 환태평양 조산대